# Tommy (film, 1975)
Pour les articles homonymes, voir Tommy.
Pour plus de détails, voir Fiche technique et Distribution.
Tommy est un film musical britannique réalisé par Ken Russell, sorti en 1975. Le film est fondé sur l'opéra-rock Tommy des Who sorti en 1969. Plusieurs célébrités musicales et acteurs ont participé au film, incluant les membres du groupe The Who eux-mêmes. 
Ann-Margret a reçu un Golden Globe Award pour sa prestation et a été proposée pour un Oscar en tant que meilleure actrice. Pete Townshend a également été proposé aux Oscars pour l'adaptation de la musique au film.

## Résumé
Le capitaine Thomas Walker de la Royal Air Force (RAF), combat les Allemands durant la Seconde Guerre mondiale. Son avion est abattu avant que son enfant ne naisse (Overture/Captain Walker). La nouvelle est annoncée à Nora Walker, la future mère, sur son lieu de travail (une usine de missiles). Elle accouche le 8 mai 1945 d'un garçon, Tommy (It's A Boy). Apprenant à vivre en tant que mère célibataire, elle rencontre Frank Hobbs dans un camp de vacances et tombe amoureuse de lui (Bernie's Holiday Camp). 
À l'aube du nouvel an 1951, alors que Frank et Nora vivent ensemble dans la maison Walker et qu'ils projettent leur mariage (1951), le père de Tommy reparaît et revient à la maison en pleine nuit. Il surprend sa femme dans son lit avec Frank. Ce dernier, pris de surprise, tue le capitaine à l'aide d'une lampe. Tommy, réveillé par son père quelques minutes auparavant, assiste à la scène. Il est alors convaincu par sa mère et son beau-père qu'il n'a « rien vu, rien entendu, et ne dira rien à personne » (What About The Boy ?) ; profondément marqué psychologiquement par le meurtre de son père et les sommations de sa mère, le garçon devient sourd, muet et aveugle.
Alors que son beau-père ne laisse apparaître aucun remords quant à sa culpabilité d'avoir tué le capitaine et de ce fait d'avoir rendu Tommy sourd, muet et aveugle, ne vivant que par le biais de sensations (Amazing Journey), Nora Walker va désespérément tenter, et ce, par tous les moyens, de guérir Tommy, notamment en tentant de lui redonner une foi envers le christianisme (Christmas), sans succès : Tommy apparaît déjà comme refusant toute religion. Une ellipse temporelle nous emmène alors environ vingt ans après, où Mrs. Walker et lui apparaissent dans une église où l'on voue un culte à Marilyn Monroe (Eyesight to the Blind) qui aurait le pouvoir de guérir les infirmes. Une nouvelle fois, c'est un échec : Tommy brise la statue à son effigie alors que Mrs. Walker tentait de le mettre à genoux pour qu'il se prosterne devant l'idole ; cela montre que le jeune homme réfute toute religion et tout culte.
La famille est alors impuissante et multiplie les tentatives, parfois invraisemblables, de le guérir. Ainsi Frank va le faire aller voir une gitane qui va lui administrer du LSD (Acid Queen) et, face à ce nouvel échec, va peu à peu abandonner le garçon, le laissant aux membres de la famille, cousin sadique (Cousin Kevin) ou oncle pervers (Fiddle About). Mais Tommy ne réagit pas et n'est absorbé que par son reflet dans le miroir (Do You Think It's Alright), qui va l'absorber au point de le guider hors de la maison (Sparks), pour le mener dans une décharge où il n'est guidé que par la lumière que son esprit lui renvoie. Lorsque son hallucination cesse, il est livré à lui-même dans cette décharge, en pleine nuit. C'est alors la lumière qu'émet un flipper rouillé qui va le « sauver » ; attiré par cette lumière, Tommy va se mettre à jouer sans relâche au jeu et ne sera retrouvé que le lendemain matin.
Frank voit alors loin dans les capacités de Tommy et le fait concourir dans toutes les compétitions, qu'il gagne avec brio (Extra Extra), jusqu'à être propulsé champion du flipper, devenant alors millionnaire (Pinball Wizard), faisant le bonheur d'une génération qui le considère comme un héros, mais aussi et surtout de sa famille, s'offrant à tous les excès. Sa mère tombe dans un cercle vicieux de l'ivresse de l'argent, vivant comme une femme entretenue par son fils à coups de coupes de champagne et de diamants. Néanmoins, le remords la rattrape et lorsqu'elle se rend compte qu'elle ne fait que profiter de son fils, elle devient névrosée et apparaît comme une mère littéralement dépassée par les événements (Champagne). En rentrant, Frank aperçoit sa femme en pleine hallucination et décide de contacter un médecin spécialisé dans les pathologies mentales (There's a Doctor).
Celui-ci, après avoir testé les capacités de Tommy, informe la famille que ce qu'ils pensaient être une pathologie mentale est en fait un blocage psychologique dû à un événement externe, et que celui-ci ne pourra être guéri que par une stimulation bien plus forte qu'une machine médicale (Go to the Mirror). Mrs. Walker, après tous ses efforts pour tenter de réconforter son fils dans son chagrin qui l'emprisonne (Tommy, Can You Hear Me?), finit par s'agacer de cette situation impossible. Sa furie reprend une nouvelle fois le dessus sur ses émotions, favorisée par l'alcool qu'elle consomme de plus en plus régulièrement. Tourmentée par ce miroir qui obsède Tommy, elle finit dans un excès de colère par le projeter contre le miroir, qui se brise alors, entraînant Tommy dans sa chute (Smash the Mirror). Qui sait si c'était une stimulation de ce genre que le docteur avait préconisée, mais le jeune homme est libéré des chaînes qui le rendaient aveugle, sourd et muet, enfin libre (I'm Free), pris d'une énergie soudaine qui le rend euphorique. Lorsque sa mère le retrouve, elle lui expose la situation et son statut de messie (Mother and Son). Tommy comprend alors qu'il est une idole et souhaite fonder une institution pour engager ses fanatiques à donner une nouvelle perspective à leur vie.
Sa guérison miraculeuse est médiatisée (Miracle Cure) et ses fanatiques se retrouvent en masse pour applaudir leur messie (Sally Simpson). Toute la population est sous le joug de Tommy, qui apparaît comme la réincarnation de la lumière guidant les peuples vers l'amour et la guérison (Sensation). Éblouis par son action divine, les gens se pressent en masse pour rejoindre le camp des disciples de Tommy, qui recrute au point de ne plus avoir assez de place pour loger tous les fanatiques (Welcome). La propagande s'étend au monde entier, menée par Nora et Frank (TV Studio). À la manière du Bernie's Holiday Camp où tous les deux s'étaient rencontrés, Frank constitue le Tommy's Holiday Camp, où l'oncle Ernie reprend le rôle qu'avait Frank dans son camp de vacances, celui de mener les fanatiques au centre et de les pousser à toujours consommer et dépenser plus (Tommy's Holiday Camp).
Mais cette domination et ce culte totalitaire présentent rapidement des failles. La foule finit par ne plus supporter le culte de la personnalité de Tommy car aucune trace de sa mystérieuse guérison ne transparaît : malgré les efforts du nouveau messie pour les conditionner, les forçant à porter bouchons d'oreilles, masques pour les yeux, appareils pour obstruer leur orifice buccal et en les dirigeant vers des allées entières de flippers, les fidèles ne constatent aucune amélioration. Ne trouvant pas la sérénité d'esprit et la liberté totale qui étaient apparues à Tommy à la suite de cette stimulation, la foule se rebelle. Une violente émeute finit par éclater, les disciples ne supportant plus les contraintes (We're Not Gonna Take It), et Nora et Frank sont tués alors qu'ils tentaient de protéger leur fils, inconscient de la situation. Lorsque les fidèles s'enfuient au son des sirènes de police, Tommy refait surface et apparaît dans un paysage apocalyptique, le camp ravagé, ses parents morts. Tommy essaie alors en vain de ranimer sa mère (See Me, Feel Me), et finit par se résigner à unir pour une dernière fois sa mère et son beau-père, allongés main dans la main dans le champ de bataille incendié.
Tommy court, il fuit le camp ravagé. Il comprend alors qu'il est seul face à sa liberté et à son élévation spirituelle (Listening To You). Il est invincible et porte dans son cœur une énergie sans précédent ; il décide de se rendre sur le lieu de rencontre de ses parents biologiques. Le voilà face au soleil au sommet d'une montagne, allégorie de sa toute-puissance...

## Fiche technique
- Photographie : Dick Bush, Robin Lehman et Ronnie Taylor
- Musique : The Who
- Montage : Stuart Baird
- Production : Ken Russell et Robert Stigwood
- Budget : 5 000 000 $ (estimation)

## Distribution
- Roger Daltrey : Tommy Walker
- Robert Powell : Capitaine Thomas Walker, le père de Tommy
- Ann-Margret : Nora Walker Hobbs, la mère de Tommy
- Oliver Reed : Frank Hobbs, le beau-père de Tommy
- Elton John : le Pinball Wizard (champion de flipper en compétition avec Tommy)
- Eric Clapton : le prêcheur
- John Entwistle : lui-même
- Keith Moon : Oncle Ernie (+ lui-même dans quelques parties du film)
- Paul Nicholas : Cousin Kevin
- Jack Nicholson : Dr A. Quackson, spécialiste de la santé mentale
- Pete Townshend : lui-même
- Tina Turner : The Gipsy, the Acid Queen
- Arthur Brown : le prêtre
- Victoria Russell : Sally Simpson
- Ben Aris : Rev. A. Simpson. V.C.
- Barry Winch : Tommy enfant (Alison Dowling : voix chantée de Tommy)

## Changements par rapport à l'album
La version film de Tommy montre quelques différences dans les chansons par rapport à l'album sorti en 1969, dont la date de l'histoire ; le film prend place dans l'après-Seconde Guerre mondiale tandis que l'album prend place dans l'après-Première Guerre mondiale. Par exemple, dans la chanson 1921 dans l'album, les paroles disent « Got a feelin' 21 is gonna be a good year. » (« J'ai le pressentiment que 1921 sera une bonne année »), le film change et devient « Got a feelin' 51 is gonna be a good year » (« J'ai le pressentiment que 1951 sera une bonne année »).
Sur l'album, le capitaine Walker trouve sa femme avec un autre homme et tue celui-ci. La version cinématographique montre le contraire, l'amant tuant Walker.
Contrairement à d'autres films basés sur des opéras-rock (comme The Wall de Pink Floyd), l'album n'est pas joué à travers le film ; les acteurs chantent les chansons eux-mêmes. À cause de cela, beaucoup de chansons ont été parfois inventées pour les besoins du film ou réécrites. Par exemple, dans les paroles de la chanson Sally Simpson Une Blue Rolls Royce (Rolls Royce bleue) est étrangement changée en une Black Rolls Royce (Rolls Royce noire). Les paroles de The Amazing Journey sont, elles, radicalement différentes. Des paroles sont rajoutées dans Pinball Wizard, et les références au flipper sont enlevées de Christmas.
Les nouvelles chansons écrites pour le film sont notamment Prologue 1945, Bernie's Holiday Camp, Champagne, Mother and Son, et T.V. Studio. En outre, seuls de brefs passages de Overture peuvent être entendus.